# Namaquanula
Namaquanula es un género  de plantas herbáceas, perennes y bulbosas perteneciente a la familia Amaryllidaceae. El género comprende dos especies.
Es originaria de Namibia y Sudáfrica en la Provincia del Cabo.  

## Taxonomía
El género fue descrito por D.Müll.-Doblies & U.Müll.-Doblies y publicado en  Botanische Jahrbücher für Systematik, Pflanzengeschichte und Pflanzengeographie 107: 20. 1985. La especie tipo es: Namaquanula bruce-bayeri

## Especies
- Namaquanula bruce-bayeri
- Namaquanula bruynsii